# Kronprinsesse
En kronprinsesse er en prinsesse, som er gift med en kronprins, eller selv er tronfølger, for eksempel ved at være ældste barn af den siddende monark i et monarki med kognatisk tronfølge.
I Danmark er der tradition for, at en kvindelig tronfølger blot kaldes "tronfølger". Da situationen ikke har været aktuel efter ændringen af tronfølgeloven i 2009, er det uvist hvordan en fremtidig kvindelig tronfølger vil blive tituleret. Anderledes forholder det sig i Sverige, hvor den kvindelige tronfølger har titel af kronprinsesse.
I dansk sammenhæng er ovenstående regel blevet brudt én gang. Frederik 6.s ældste datter Caroline bar som ung titlen kronprinsesse. Hun blev senere arveprinsesse, da hun blev gift med Arveprins Ferdinand.
Dronning Mary af Danmark var kronprinsesse før hun blev dronning, fordi hun er gift med Frederik 10. som var kronprins, mens kronprinsesse Victoria af Sverige er kronprinsesse, fordi hun er først i arvefølgen til den svenske krone som ældste barn af Carl 16. Gustav af Sverige.